# Christian Fiedler
Christian Fiedler, född 1 augusti 1940 i Glogau i Tyskland (nu i Polen), död 22 maj 2019, var en tysk-svensk skådespelare.

## Biografi
Fiedler växte upp hos sina morföräldrar i en by i Polen eftersom hans föräldrar verkade som skådespelare på annan ort. Fiedler filmdebuterade i andra världskrigets slutskede med en roll i barnfilmen Der kleine Muck från 1944 som regisserades av hans far Franz Fiedler. I samband med Berlinblockaden 1948 skickades han till bekanta i Sverige där han kom att gå i skola. Han återvände till Tyskland och studerade teater vid den statliga Westfälische Schauspielschule i Bochum 1961–1963, därefter var han engagerad vid stadsteatern i Saarbrücken 1963–1965. Han återvände till Sverige 1966 där han var engagerad vid Riksteatern 1966–1967 och sedan vid Helsingborgs stadsteater 1967–1973. Under åren i Helsingborg spelade han även sommarteater hos Nils Poppe på Fredriksdalsteatern. Från 1973 fram till 1998 var han anställd vid Göteborgs stadsteater.
Christian Fiedler är begravd på Skogskyrkogården i Stockholm. Han var son till skådespelarna  Franz Fiedler och Ruth Hoffmann.

## Filmografi
- 1944 – Der kleine Muck
- 1965 – Auf einem Bahnhof bei Dijon
- 1975 – Gyllene år (TV-serie)
- 1976 – Hem till byn (TV-serie)
- 1981 – Stjärnhuset (TV-serie)
- 1984 – Träpatronerna (TV-serie)
- 1985 – Smugglarkungen
- 1991 – Svidande affärer
- 1991 – Ålder okänd (TV-serie)
- 1994 – Rederiet (TV-serie)
- 1994 – År av drömmar (TV-serie)
- 1995 – Bäst att vi gifter oss
- 1995 – Fröken Tuvstarr, hennes älskade och den skallige Quasimodo eller Borta på vinden
- 1995 – Rena rama Rolf (TV-serie)
- 1996 – Harry & Sonja
- 1997 – Friedrich und der verzauberte Einbrecher
- 1997 – Hammarkullen (TV-serie)
- 1998 – Handelsresande i liv
- 1998 – Hela härligheten
- 1998 – Sagan om dansaren
- 1999 – Insider (TV-serie)
- 1999 – Sjätte dagen (TV-serie)
- 2000 – Naken
- 2000 – Nya tider (TV-serie)
- 2001 – Anderssons älskarinna (TV-serie)
- 2001 – Kommissarie Winter (TV-serie)
- 2001 – Leva livet
- 2002 – Familjen (TV-serie)
- 2002 – Farbror Franks resa
- 2003 – De drabbade (TV-serie)
- 2003 – Emma och Daniel: Mötet
- 2003 – En ö i havet (TV-serie)
- 2003 – Ins Leben zurück
- 2003 – Kopps
- 2006 – Den som viskar (TV-serie)
- 2006 – Offside
- 2007 – Arn: Tempelriddaren
- 2007 – Labyrint (TV-serie)
- 2008 – Kärlek 3000
- 2009 – Män som hatar kvinnor
- 2009 – Oskyldigt dömd (TV-serie)
- 2009 – Wallander – Cellisten
- 2010 – Kommissarie Winter (TV-serie)
- 2010 – Maria Wern - Stum sitter guden (TV-serie)
- 2011 – Bron (TV-serie)
- 2011 – Svaleskär (TV-serie)
- 2012 – Blondie
- 2012 – Jävla pojkar
- 2013 – Molanders (TV-serie)
- 2015 – Jordskott (TV-serie)
- 2016 – Springfloden (TV-serie)

## Teater

### Roller (ej komplett)
| År   | Roll                                                | Produktion                                                                                                 | Regi                           | Teater                   |
| ---- | --------------------------------------------------- | --- | ------------------------------ | ------------------------ |
| 1967 | Trotjänaren                                         | På villande hav (Na pełnym morzu) Sławomir Mrożek                                                          | Lars Göran Carlson             | Helsingborgs stadsteater |
| 1967 | Célestin                                            | Cayennepeppar (Poivre de Cayenne) René de Obaldia                                                          | Håkan Ersgård                  | Helsingborgs stadsteater |
| 1967 | Högbåtsmannen                                       | Marius Marcel Pagnol                                                                                       | Lars Göran Carlson             | Helsingborgs stadsteater |
| 1968 | Kuriren Pansarsoldaten Förste handelsmannen Drängen | Den kaukasiska kritcirkeln (Der kaukasische Kreidekreis) Bertolt Brecht                                    | Håkan Ersgård                  | Helsingborgs stadsteater |
| 1968 | Kyparen                                             | Vad händer? Mats Ödeen                                                                                     | Lars Göran Carlson             | Helsingborgs stadsteater |
| 1968 | Handelsman                                          | Fantastiska familjen Per Sjöstrand                                                                         | Per Sjöstrand                  | Helsingborgs stadsteater |
| 1968 | Kusinen                                             | Din stund på jorden Vilhelm Moberg                                                                         | Per Sjöstrand                  | Helsingborgs stadsteater |
| 1968 |                                                     | Kung Ubu (Ubu-roi) Alfred Jarry                                                                            | Lars Göran Carlson             | Helsingborgs stadsteater |
| 1968 |                                                     | SOS eller Sanningen om säkerheten Tore Zetterholm                                                          | Lars Göran Carlson             | Helsingborgs stadsteater |
| 1968 | Kommissarie Schäfer                                 | Den verklige kommissarie Schäfer (The Real Inspector Hound) Tom Stoppard                                   | Lars Göran Carlson             | Helsingborgs stadsteater |
| 1969 | Perry                                               | Alla har en trädgård (Everything in the Garden) Edward Albee                                               | Kaj Ahnhem                     | Helsingborgs stadsteater |
| 1969 | Bonde Gevaldigern                                   | Friaren från landet eller Monsieur de Pourceaugnac (Monsieur de Pourceaugnac) Molière                      | Lars-Levi Læstadius            | Helsingborgs stadsteater |
| 1969 |                                                     | Sandlådan Kent Andersson och Bengt Bratt                                                                   | Lars-Levi Læstadius            | Helsingborgs stadsteater |
| 1969 |                                                     | De bordlagda Birger Norman                                                                                 | Ensemblen                      | Helsingborgs stadsteater |
| 1969 |                                                     | Krigsmans lycka (Minna von Barnhelm) Gotthold Ephraim Lessing                                              | Lars-Levi Læstadius            | Helsingborgs stadsteater |
| 1969 | Fessard-Lebonze                                     | Bagaren, bagerskan och den lilla bagarpojken (Le Boulanger, la boulangère et le petit mitron) Jean Anouilh | Martin Söderhjelm              | Helsingborgs stadsteater |
| 1969 | Toni                                                | Hans nåds testamente Hjalmar Bergman                                                                       | Runar Schauman Kaj Ahnhem      | Helsingborgs stadsteater |
| 1970 | Hjalmar Andersson                                   | Hemmet Kent Andersson och Bengt Bratt                                                                      | Kaj Ahnhem                     | Helsingborgs stadsteater |
| 1970 | Gus                                                 | Mathissen (The dumb waiter) Harold Pinter                                                                  | Kaj Ahnhem                     | Helsingborgs stadsteater |
| 1971 | Nalle Puh                                           | Nalle Puh och hans vänner (Winnie-the-Pooh) A.A. Milne                                                     | Lars-Levi Læstadius            | Helsingborgs stadsteater |
| 1971 | Mike                                                | Räddad (Saved) Edward Bond                                                                                 | Kaj Ahnhem                     | Helsingborgs stadsteater |
| 1971 | Gaston                                              | Bamsingen (Le Babour) Félicien Marceau                                                                     | Martin Söderhjelm              | Helsingborgs stadsteater |
| 1971 | Antonio                                             | Trettondagsafton (Twelfth Night, or What You Will) William Shakespeare                                     | Lars-Levi Læstadius            | Helsingborgs stadsteater |
| 1971 | Holger                                              | Tillståndet Kent Andersson och Bengt Bratt                                                                 | Stellan Olsson                 | Helsingborgs stadsteater |
| 1971 | E. J. Lofgren                                       | Min vän Harvey (Harvey) Mary Chase                                                                         | Martin Söderhjelm              | Helsingborgs stadsteater |
| 1972 | Hjalmar Ekdal                                       | Vildanden Henrik Ibsen                                                                                     | Lars-Levi Læstadius            | Helsingborgs stadsteater |
| 1972 | Herr Smitt                                          | Skymningsbaren (Twilight Bar) Arthur Koestler                                                              | Stellan Olsson                 | Helsingborgs stadsteater |
| 1972 |                                                     | Pengar Nils Poppe, Arne Wahlberg och Nils Hansén                                                           | Martin Söderhjelm              | Fredriksdalsteatern      |
| 1972 | Soldignac                                           | Fruar på vift (Le dindon) Georges Feydeau                                                                  | Lars-Levi Læstadius            | Helsingborgs stadsteater |
| 1972 | Goldberg                                            | Födelsedagskalaset (The birthday party) Harold Pinter                                                      | Stellan Olsson                 | Helsingborgs stadsteater |
| 1973 | Enrique                                             | Äktenskapsskolan (L'école des femmes) Molière                                                              | Lars-Levi Læstadius John Price | Helsingborgs stadsteater |
| 1973 |                                                     | Melodi på lergök Lars-Levi Læstadius                                                                       | Lars-Levi Læstadius            | Helsingborgs stadsteater |
| 1973 | Slim                                                | Möss och människor (Of Mice and Men) John Steinbeck                                                        | Stellan Olsson                 | Helsingborgs stadsteater |
| 1994 |                                                     | An der schönen blauen Donau (Geschichten aus dem Wiener Wald) Ödön von Horvath                             | Thomas Müller                  | Borås stadsteater        |
| 1994 | Gracchus                                            | Spartacus Howard Fast                                                                                      | Alexander Öberg                | Teater Bastard           |
| 1996 |                                                     | Det gudomliga kriget Hans Carlsson och Alexander Öberg                                                     | Alexander Öberg                | Teater Bhopa             |
| 1997 |                                                     | La Barracca Lars-Eric Brossner och Kjell Sundstedt                                                         | Eva Gröndahl                   | Folkteatern              |